# Tombeau de la fille de Pharaon

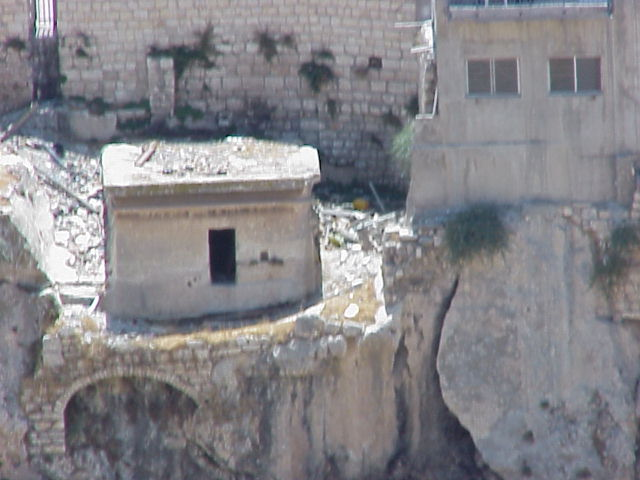

Le Tombeau de la fille de Pharaon, aussi appelé Monolithe de Silwan, est une ancienne structure funéraire israélite située sur la pente est de la vallée du Cédron à Jérusalem. Le tombeau se trouve en contrebas des maisons du quartier arabe de Silwan. Selon la tradition juive, ce bâtiment était la tombe de l'épouse égyptienne du roi Salomon. Il se trouve dans une nécropole située en face de la colline de l'Ophel sur laquelle se situait le noyau le plus ancien de la ville de Jérusalem à l'époque de royaume de Juda. Il est le seul tombeau de la nécropole qui ne soit pas une grotte. L'entrée de la tombe était décorée d'une inscription, mais celle-ci a été presque complètement détruite lorsque l'entrée a été agrandie par des moines à l'époque byzantine.